# Esteghlal Ahwaz
Esteghlal Ahwaz (per. باشگاه فوتبال استقلال اهواز) – irański klub piłkarski z siedzibą w mieście, Ahwazie. Obecnie występuje w 2. lidze.

## Historia
Klub został założony w 1948. Zespół przez długi czas pozostawał w cieniu lokalnego rywala, Fooladu Ahwaz. Esteghlal w ekstraklasie zadebiutował dopiero w sezonie 2002/2003. W 2005 drużyna dotarła do półfinału Pucharu Hazfi. Największym sukcesem klubu jest wicemistrzostwo Iranu w sezonie 2006/2007. W 2010 zespół spadł do 2. ligi. 

## Sukcesy
- Wicemistrzostwo Iranu: 2007
- Półfinał Pucharu Hazfi: 2005

## Obecny skład
Aktualny na 17 grudnia 2010
| Nr | Poz. | Piłkarz             |
| -- | ---- | ------------------- |
|    | PO   | Mahiar Izadpanah    |
|    | PO   | Agil Daghageleh     |
|    | NA   | Mohammad Faal       |
|    | PO   | Dżasem Sadegi       |
|    | OB   | Said Beigi          |
|    | BR   | Aria Hassanzadeh    |
|    | OB   | Franck Atsou        |
|    | OB   | Reza Dżalilli Sabet |
|    | PO   | Hadi Chanifar       |
|    | NA   | Hossejn Karimi      |
|    | PO   | Milad Nouri         |
|    | OB   | Mosajeb Dżomehzadeh |

| Nr | Poz. | Piłkarz             |
| -- | ---- | ------------------- |
|    | PO   | Modżahed Chazirawi  |
|    | PO   | Mohammad Kuti       |
|    | PO   | Sassan Ghasemi      |
|    | NA   | Amir Szarafi        |
|    | PO   | Ebrahim Latifi      |
|    | BR   | Mohammad Mazaheri   |
|    | OB   | Kamiar Ghanbari     |
|    | PO   | Rasoul Ramazani     |
|    | NA   | Mehdi Nijajeszpour  |
|    | OB   | Meisam Zoragi       |
|    | BR   | Ebrahim Szejkinasab |

## Reprezentanci kraju w barwach klubu
- Ebrahim Mirzapour
- Bassim Abbas
- Abdul-Wahab Abu Al-Hail
- Franck Atsou